# Parc Barbieux
Le parc Barbieux est situé dans la commune de Roubaix faisant partie de Lille Métropole.
C'est un parc remarquable par la présence de plus de 60 essences d'arbres. Il s’étend sur 1,5 kilomètre avec une surface de 34 hectares.

## Géographie
Le parc Barbieux est situé à l'extrémité ouest de la ville de Roubaix, le long du Grand boulevard qui relie le centre de Roubaix au centre de Lille. Le parc Barbieux sépare en deux parties la ville de Croix. Les alentours du parc Barbieux constituent la zone la plus riche de la ville de Roubaix, avec de nombreuses maisons luxueuses.

## Histoire

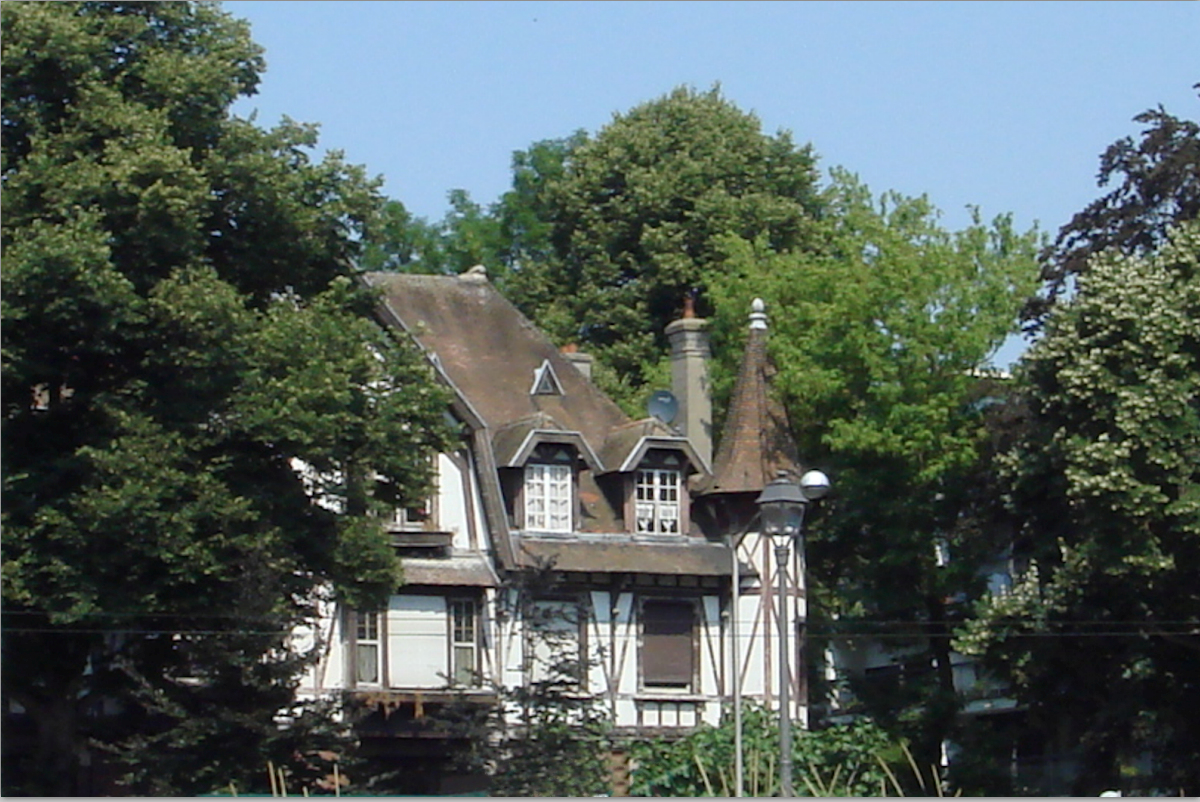
Une villa de Croix, en bordure du Parc Barbieux.

La construction d'un canal reliant la Marque à l'Escaut par Roubaix sur un parcours direct comprenant une partie en souterrain à Croix est décidée en 1826. La première partie du canal de Roubaix de la Deûle à Croix comprenant la canalisation de la Marque de Marquette à Wasquehal est ouverte en 1828 et un deuxième tronçon de l'Escaut à Roubaix comprenant le canal de l'Espierres est inauguré en 1843. Des éboulements entrainent l'abandon de la construction du tronçon central en 1845. Le projet de liaison directe est relancé en 1861 puis abandonné en 1866 et remplacé par le tracé actuel plus long desservant la ville de Tourcoing ouvert en 1877. 
En 1859, Henri-Léon Lisot, fondateur de la « Fauvette du Nord », imagine de remplacer les terrains vallonnés issus des terrassements abandonnés du canal par un parc urbain. Un premier projet de parc, au hameau de Barbieux, est proposé dès 1860 (le décret impérial date du 30 juin 1860). Le projet est adopté par la ville de Roubaix en 1864 et approuvé par le Préfet en 1867. Les travaux commencent en 1879 sur les plans du paysagiste Barillet-Deschamps  et se termineront officiellement en 1905 par arrêté préfectoral.
Le site du parc accueille en 1911 l'Exposition internationale du Nord de la France.
En 1919, la partie du parc Barbieux située sur le territoire de la ville de Croix est cédée à la ville de Roubaix, ce qui provoque la quasi-séparation en deux de la ville de Croix.
En 1931 y est inauguré un monument en hommage au peintre Jean-Joseph Weerts, œuvre du sculpteur Alexandre Descatoire.
Le parc accueille aussi deux statues de Maxime Real del Sarte : Monument au Commandant Louis Bossut (1925) et Jeanne d’Arc écoutant les voix (1951).

## Loisirs
Le parc Barbieux est un lieu important des loisirs roubaisiens. Le parc propose, en plus des promenades, des terrains de pétanque, des jeux pour enfants et un manège, un minigolf, des pédalos et des barques ainsi qu'un restaurant-bar et différentes buvettes. 

## Réhabilitation
En mars 2018, après 3 ans de travaux, le parc retrouve une seconde jeunesse.

## Photographies

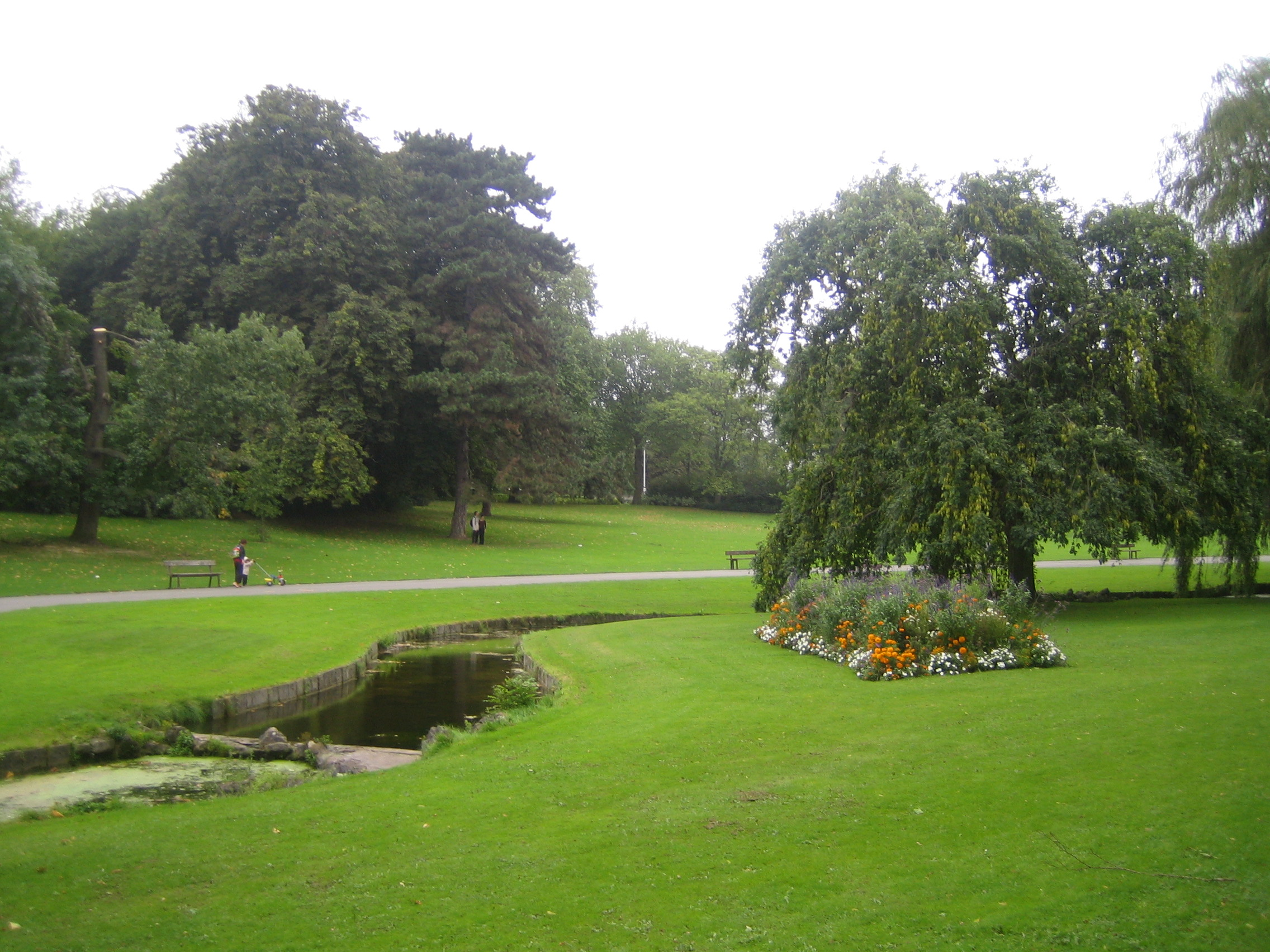
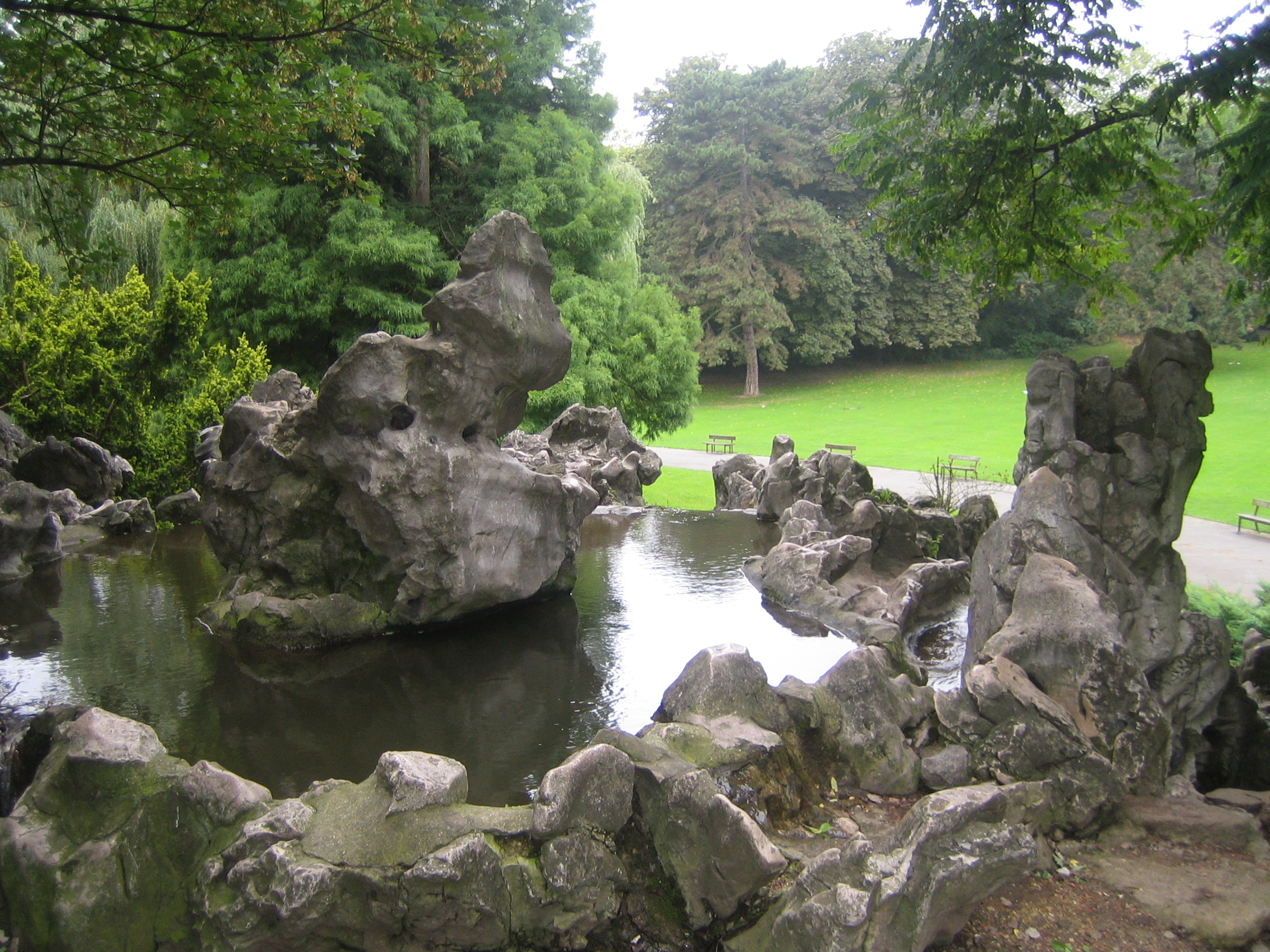
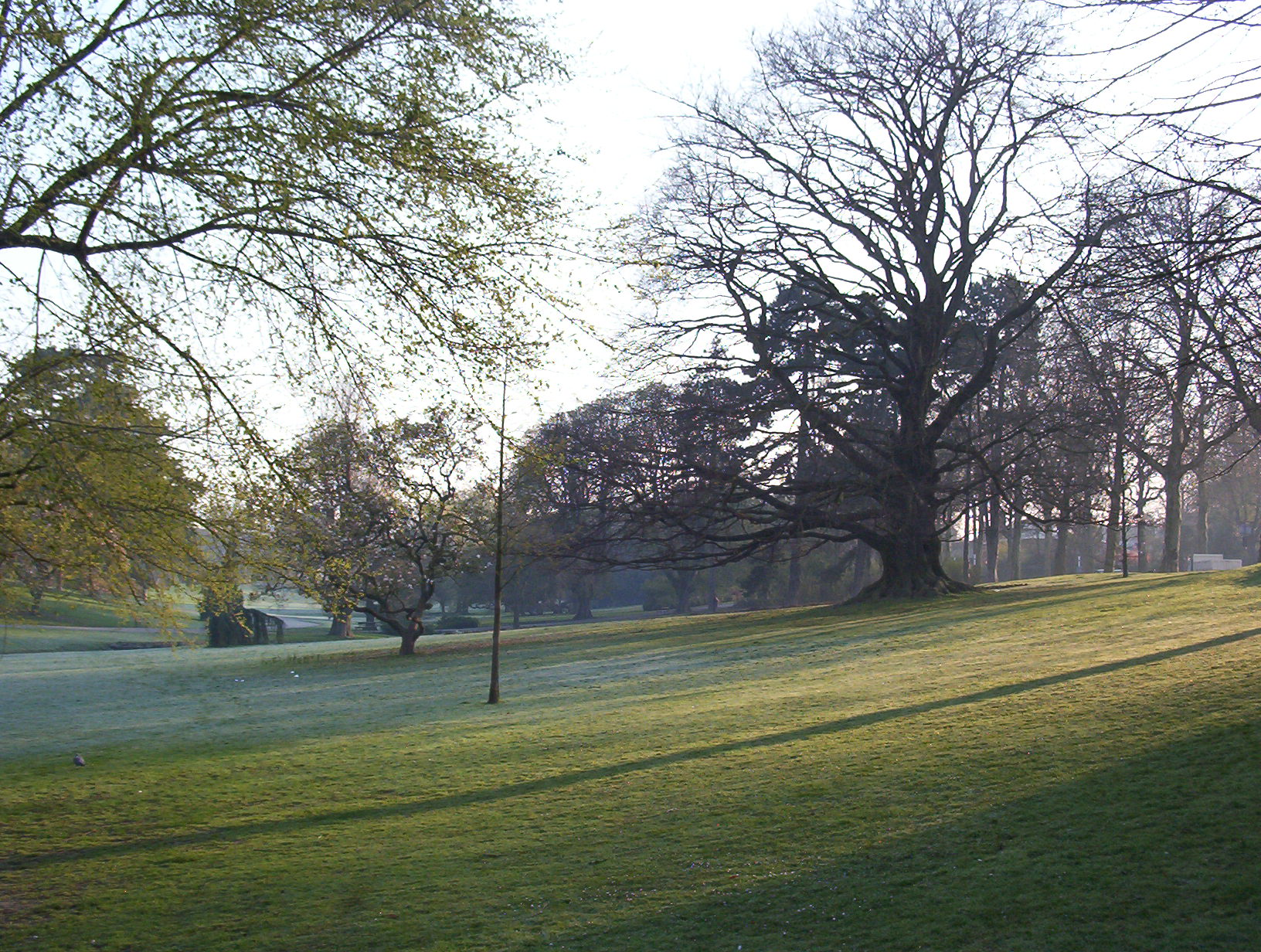
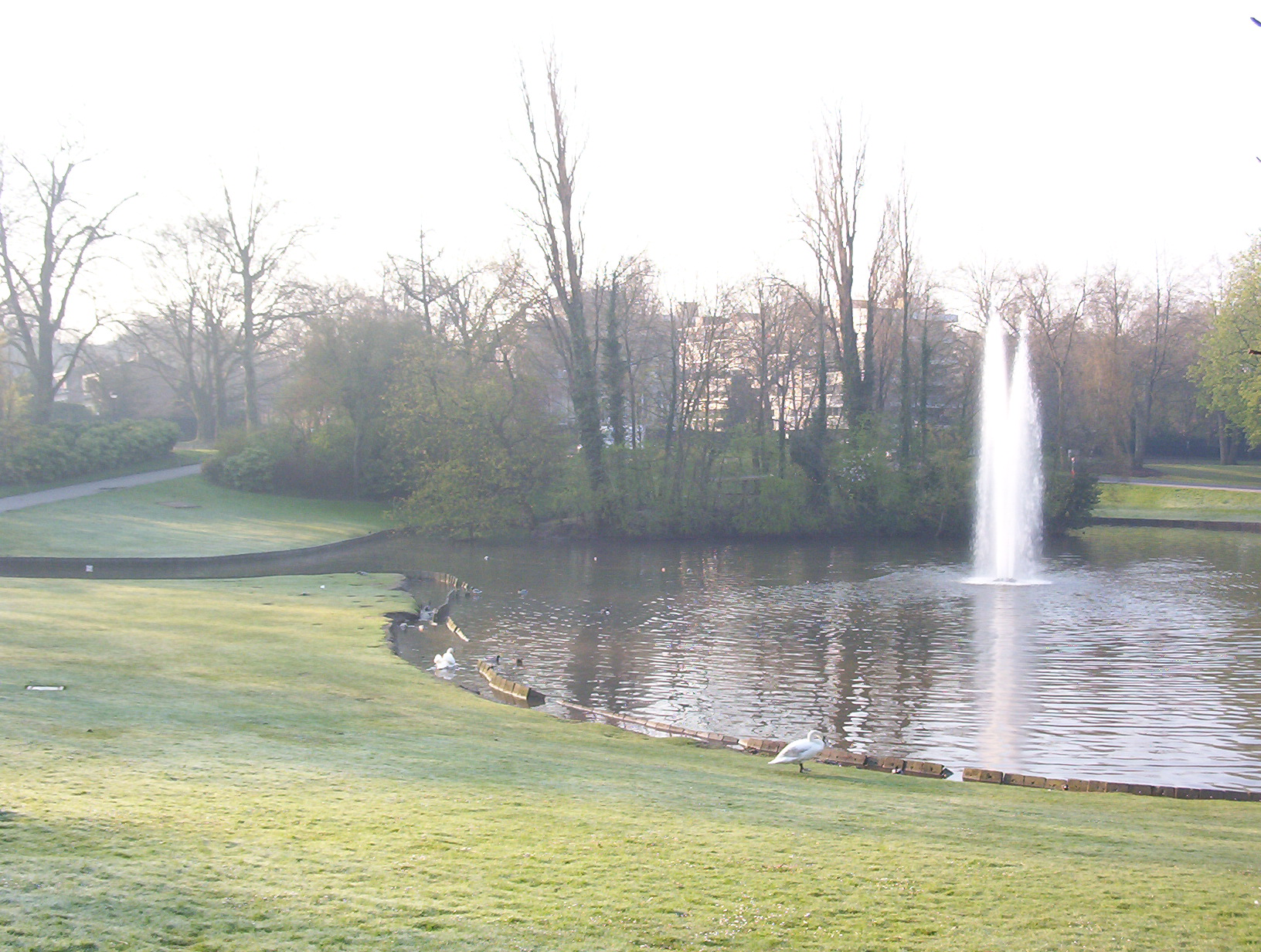
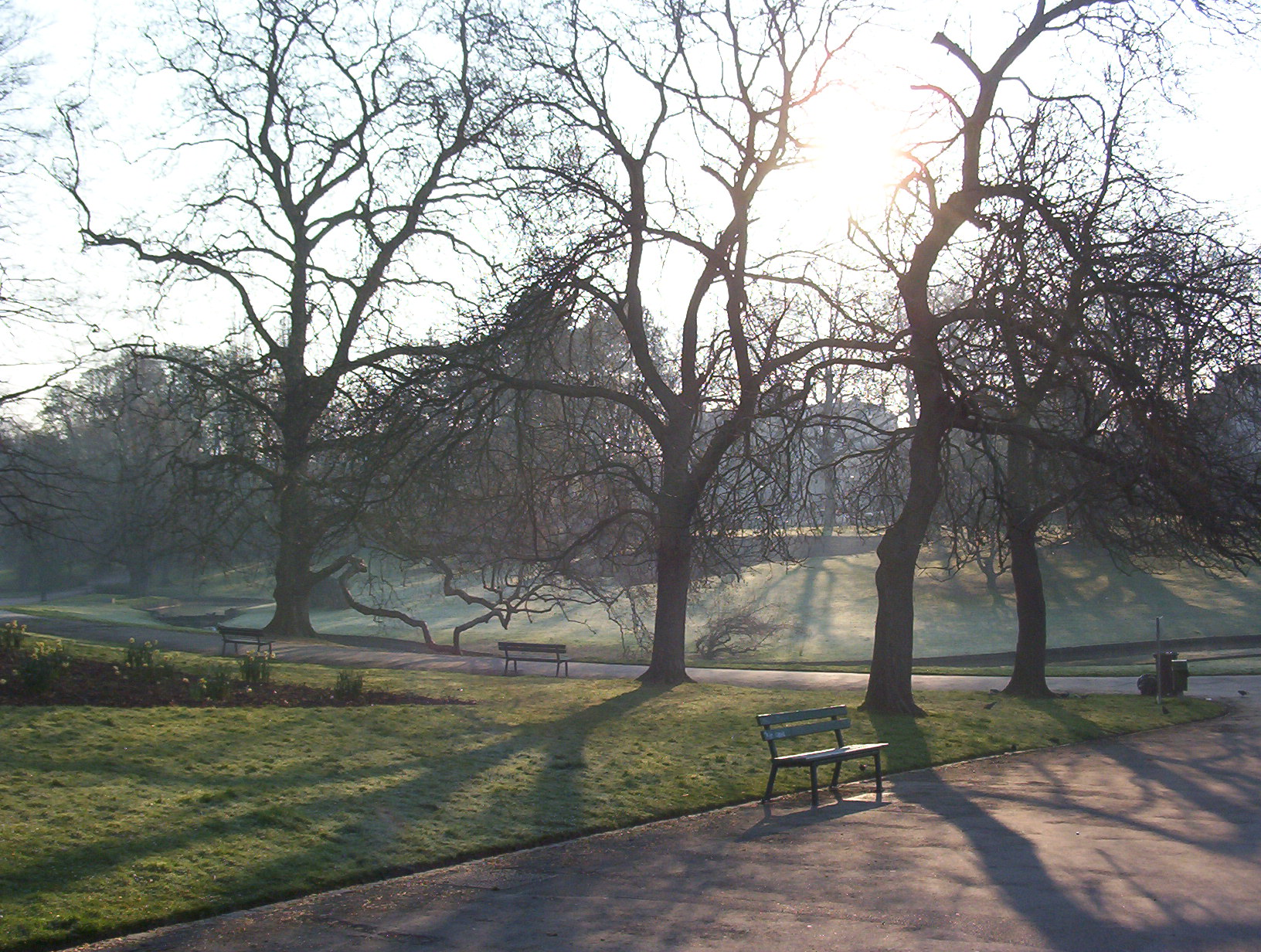
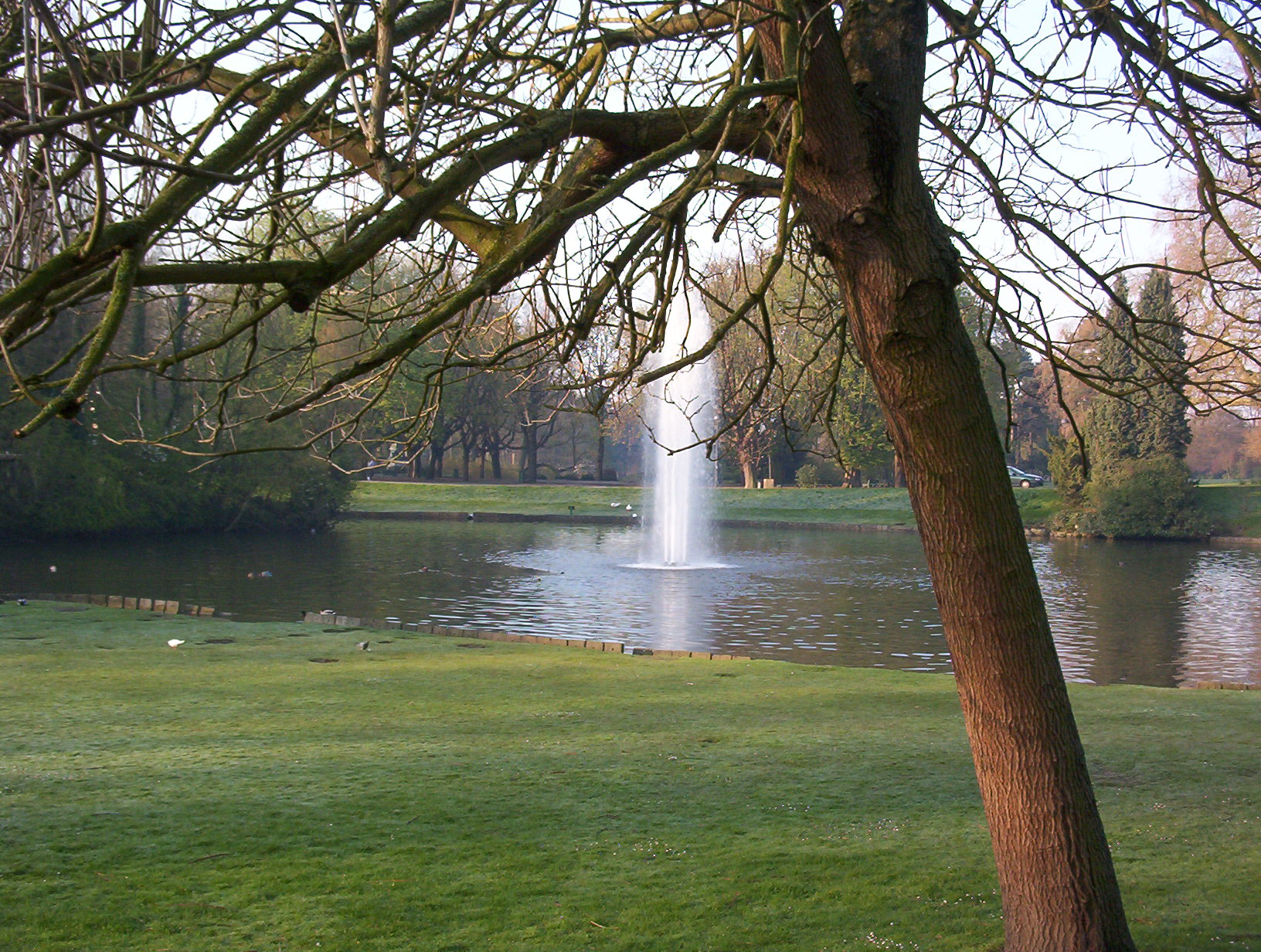
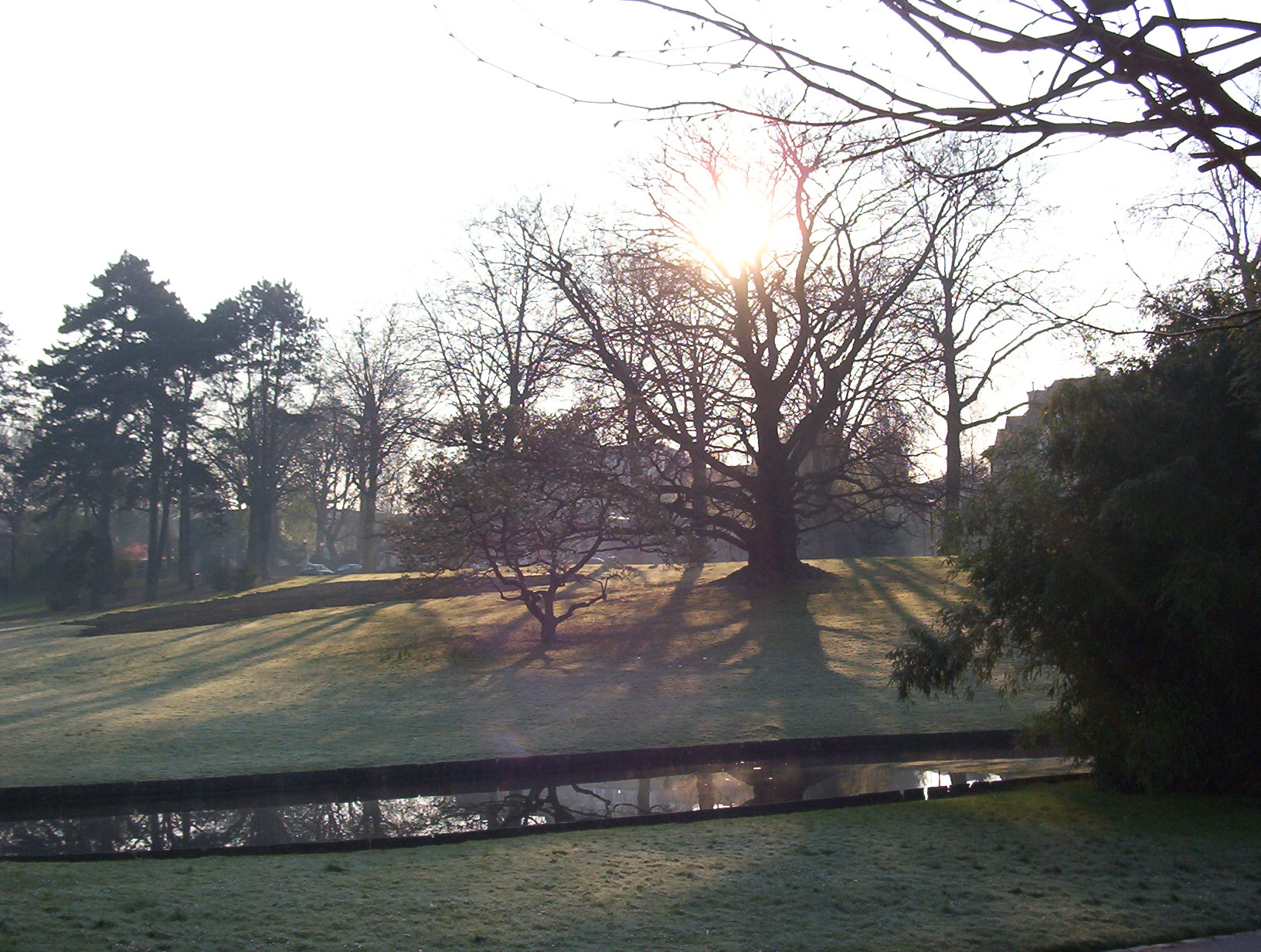
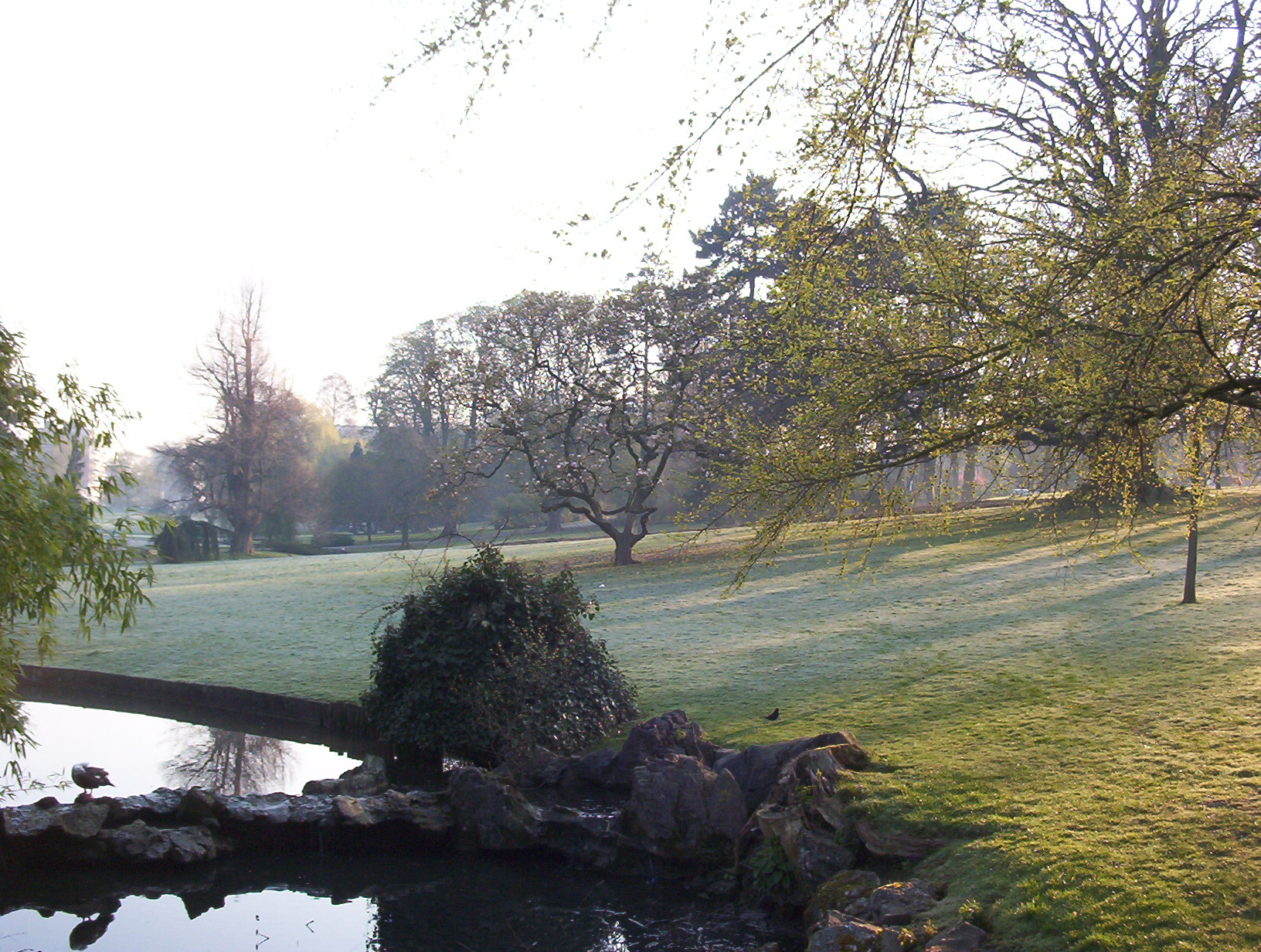
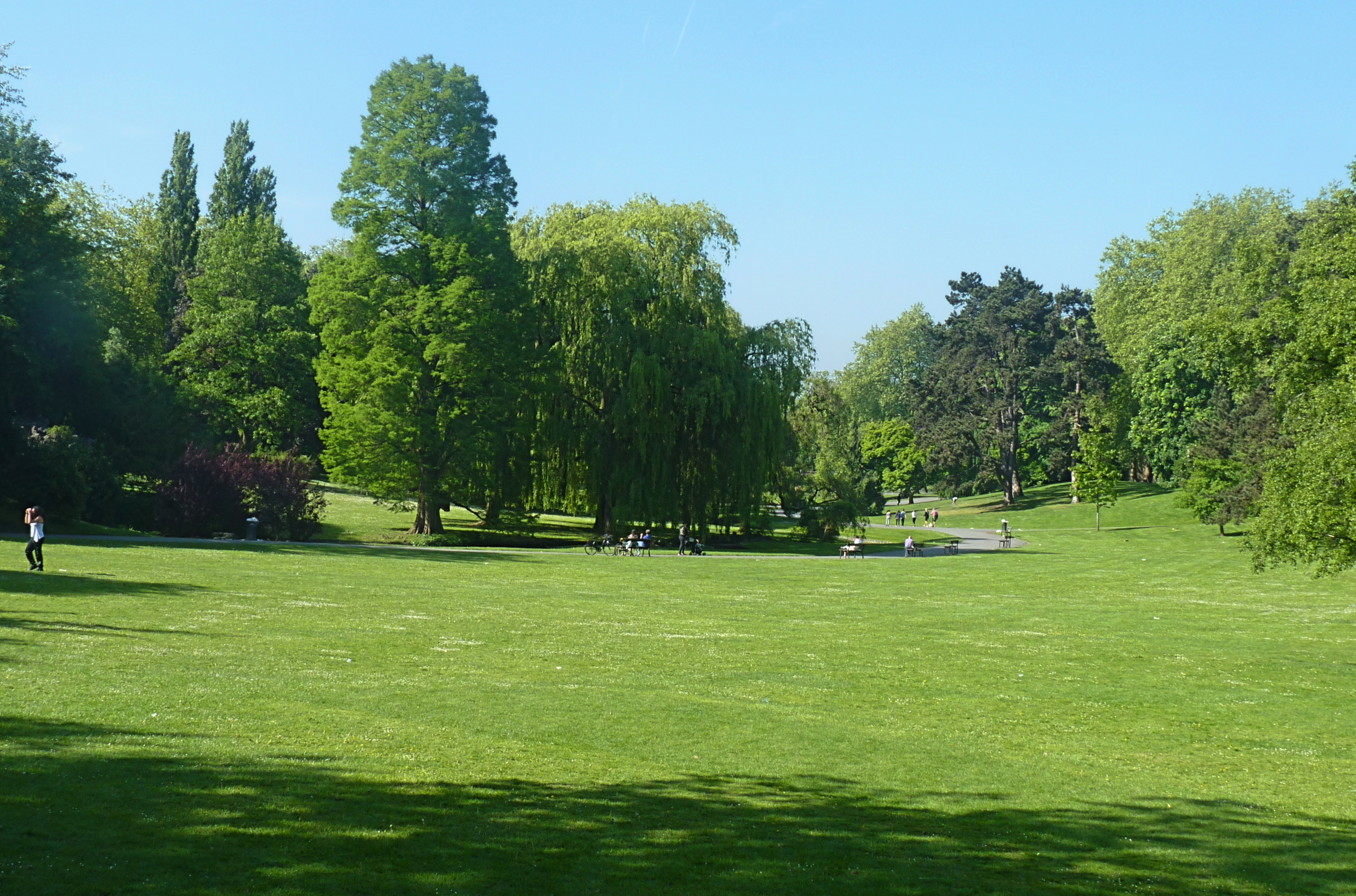
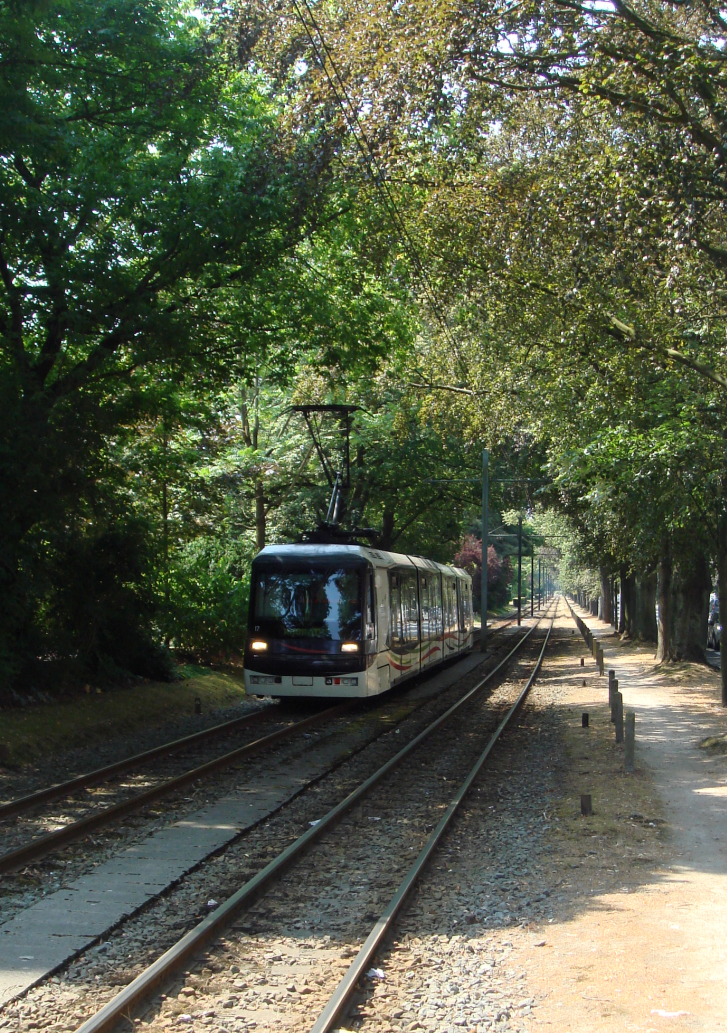
Ligne R du tramway de Lille - Roubaix - Tourcoing en provenance de Lille, en approche de la station Parc Barbieux.
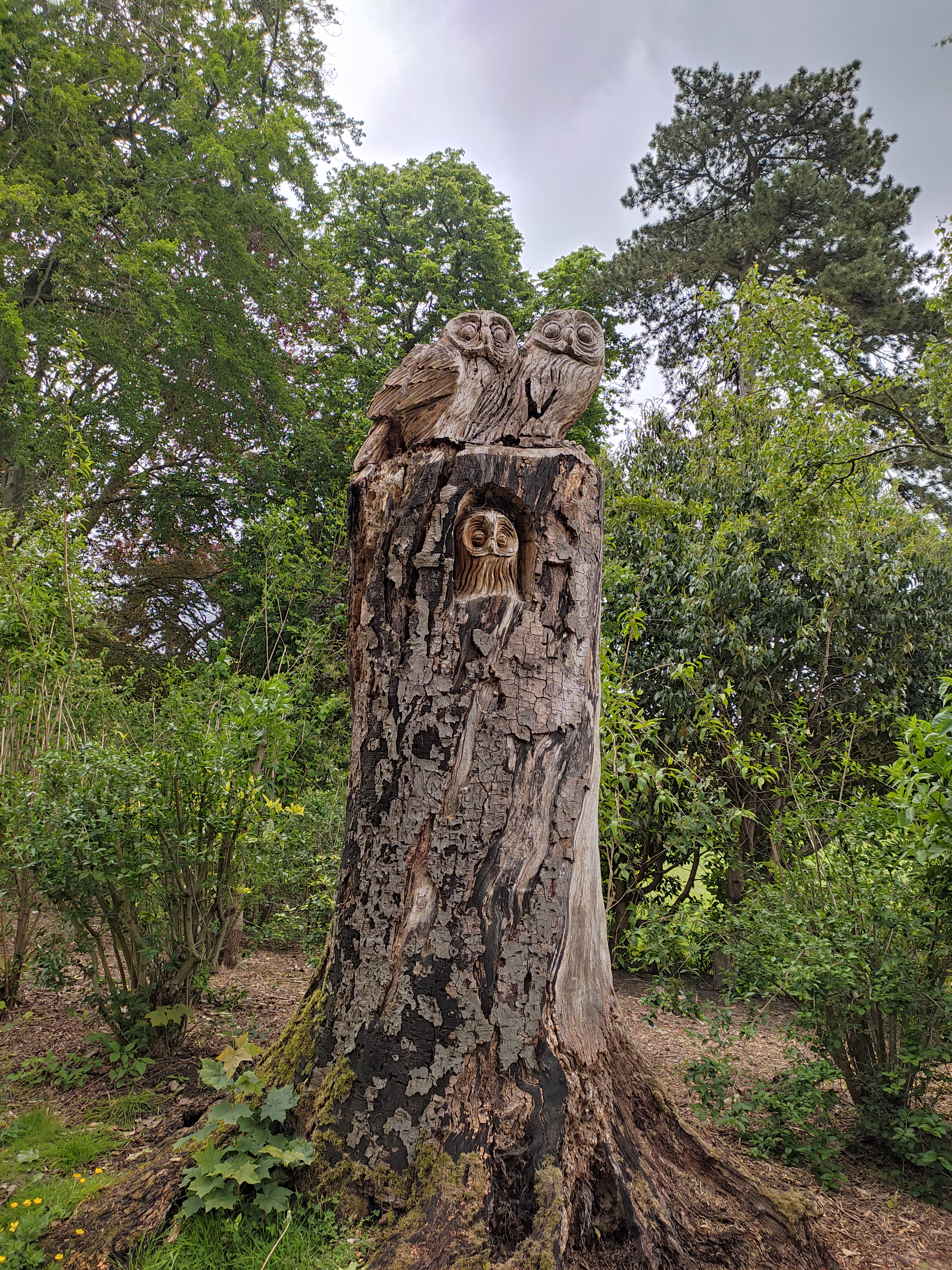
Sculptures de hiboux dans un tronc d'arbre.
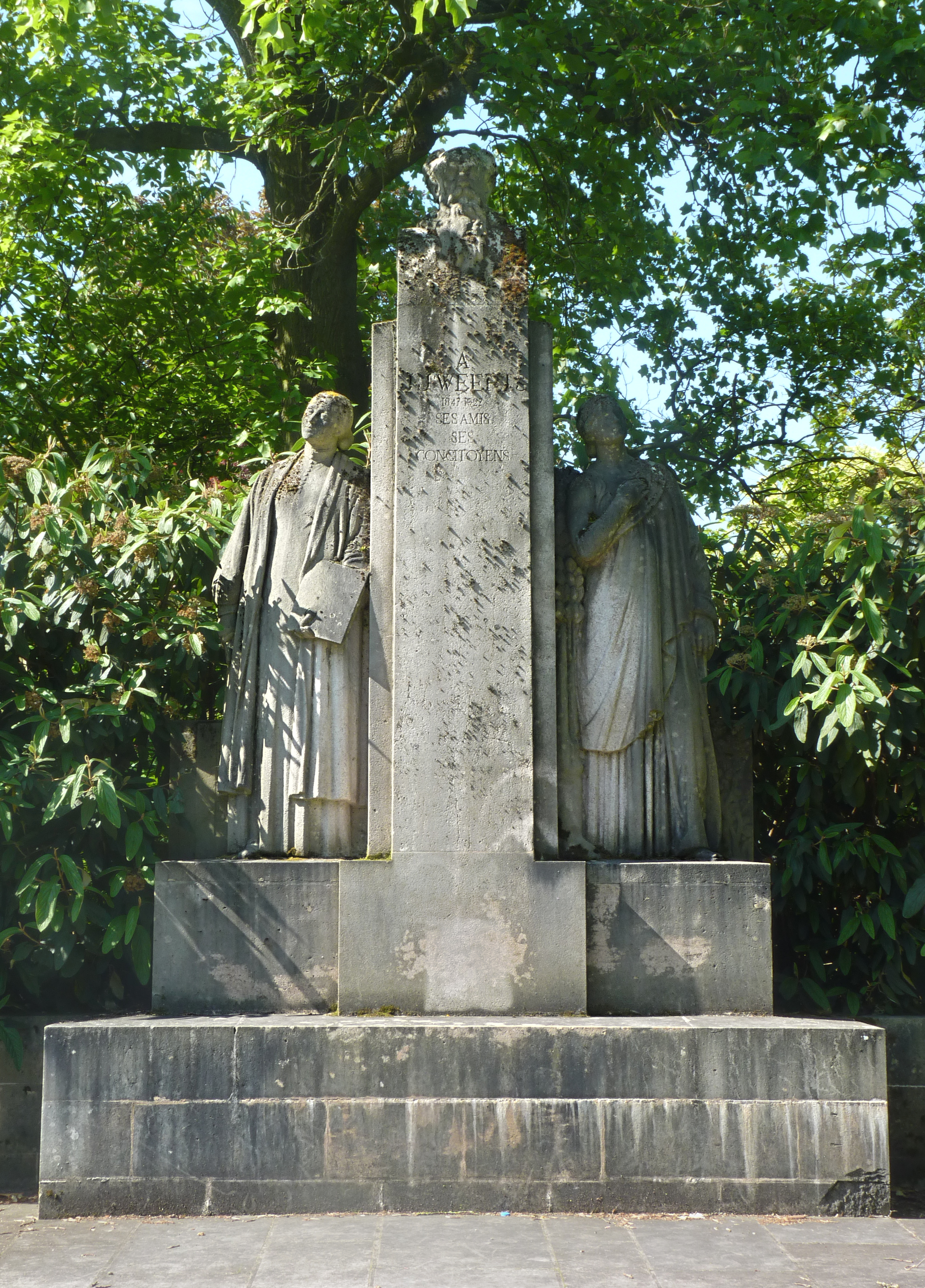
Monument à Jean-Joseph Weerts.

## Filmographie
- Olivier Segard, Le beau jardin Chinois, éditions Au Paravent, Roubaix, 2014.